# Polen vid världsmästerskapen i friidrott 2022
Polen tävlade vid världsmästerskapen i friidrott 2022 i Eugene i USA mellan den 15 och 24 juli 2022. Polen hade en trupp på 45 idrottare.

## Medaljörer
| Medalj | Idrottare          | Gren                       | Datum   |
| ------ | ------------------ | -------------------------- | ------- |
| Guld   | Paweł Fajdek       | Herrarnas släggkastning    | 16 juli |
| Silver | Katarzyna Zdziebło | Damernas 20 kilometer gång | 15 juli |
| Silver | Wojciech Nowicki   | Herrarnas släggkastning    | 16 juli |
| Silver | Katarzyna Zdziebło | Damernas 35 kilometer gång | 22 juli |

## Resultat

### Herrar
Gång- och löpgrenar
| Idrottare                                                                | Gren                  | Försöksheat  | Försöksheat | Semifinal        | Semifinal        | Final            | Final            |
| Idrottare                                                                | Gren                  | Resultat     | Placering   | Resultat         | Placering        | Resultat         | Placering        |
| ------------------------------------------------------------------------ | --------------------- | ------------ | ----------- | ---------------- | ---------------- | ---------------- | ---------------- |
| Kajetan Duszyński                                                        | 400 meter             | 46,57        | 32          | Gick inte vidare | Gick inte vidare | Gick inte vidare | Gick inte vidare |
| Mateusz Borkowski                                                        | 800 meter             | 1.47,61      | 30          | Gick inte vidare | Gick inte vidare | Gick inte vidare | Gick inte vidare |
| Patryk Dobek                                                             | 800 meter             | 1.46,80      | 27          | Gick inte vidare | Gick inte vidare | Gick inte vidare | Gick inte vidare |
| Patryk Sieradzki                                                         | 800 meter             | 1.48,78      | 34          | Gick inte vidare | Gick inte vidare | Gick inte vidare | Gick inte vidare |
| Michał Rozmys                                                            | 1 500 meter           | 3.36,76      | 17 0q0      | 3.35,27 0SB0     | 6 0q0            | 3.34,58 0SB0     | 10               |
| Damian Czykier                                                           | 110 meter häck        | 13,37        | 8 0Q0       | 13,22            | 6 0q0            | 13,32            | 4                |
| Artur Brzozowski                                                         | 35 kilometer gång     | —            | —           | —                | —                | 0DSQ0            | 0DSQ0            |
| Dawid Tomala                                                             | 35 kilometer gång     | —            | —           | —                | —                | 2.30,47 0PB0     | 19               |
| Kajetan Duszyński Maksymilian Klepacki Mateusz Rzeźniczak Karol Zalewski | 4 × 400 meter stafett | 3.02,51 0SB0 | 6 0Q0       | —                | —                | 3.02,51 0=SB0    | 9                |

Teknikgrenar
| Idrottare         | Gren          | Kval               | Kval               | Final            | Final            |
| Idrottare         | Gren          | Distans            | Placering          | Distans          | Placering        |
| ----------------- | ------------- | ------------------ | ------------------ | ---------------- | ---------------- |
| Norbert Kobielski | Höjdhopp      | Inget giltigt hopp | Inget giltigt hopp | Gick inte vidare | Gick inte vidare |
| Piotr Lisek       | Stavhopp      | 5,50               | =19                | Gick inte vidare | Gick inte vidare |
| Robert Sobera     | Stavhopp      | 5,50               | =24                | Gick inte vidare | Gick inte vidare |
| Konrad Bukowiecki | Kulstötning   | 20,24              | 13                 | Gick inte vidare | Gick inte vidare |
| Michał Haratyk    | Kulstötning   | 20,13              | 14                 | Gick inte vidare | Gick inte vidare |
| Paweł Fajdek      | Släggkastning | 80,09              | 1 0Q0              | 81,98 0SB0       | 1                |
| Wojciech Nowicki  | Släggkastning | 79,22              | 3 0Q0              | 81,03            | 2                |
| Marcin Wrotyński  | Släggkastning | 73,55              | 19                 | Gick inte vidare | Gick inte vidare |

### Damer
Gång- och löpgrenar
| Idrottare                                                                      | Gren                  | Försöksheat  | Försöksheat | Semifinal        | Semifinal        | Final            | Final            |
| Idrottare                                                                      | Gren                  | Resultat     | Placering   | Resultat         | Placering        | Resultat         | Placering        |
| ------------------------------------------------------------------------------ | --------------------- | ------------ | ----------- | ---------------- | ---------------- | ---------------- | ---------------- |
| Ewa Swoboda                                                                    | 100 meter             | 11,07        | 11 0Q0      | 11,08            | 12               | Gick inte vidare | Gick inte vidare |
| Natalia Kaczmarek                                                              | 400 meter             | 50,21        | 2 0Q0       | 51,34            | 15               | Gick inte vidare | Gick inte vidare |
| Anna Kiełbasińska                                                              | 400 meter             | 50,63        | 4 0Q0       | 50,65            | 8 0q0            | 50,81            | 8                |
| Anna Wielgosz                                                                  | 800 meter             | 2.00,79      | 7 0Q0       | 2.00,51          | 16               | Gick inte vidare | Gick inte vidare |
| Sofia Ennaoui                                                                  | 1 500 meter           | 4.03,52 0SB0 | 4 0Q0       | 4.05,17          | 14 0Q0           | 4.01,43 0SB0     | 5                |
| Klaudia Siciarz                                                                | 100 meter häck        | 13,27        | 32          | Gick inte vidare | Gick inte vidare | Gick inte vidare | Gick inte vidare |
| Pia Skrzyszowska                                                               | 100 meter häck        | 12,70        | 8 0Q0       | 12,62 0=PB0      | 10               | Gick inte vidare | Gick inte vidare |
| Kinga Królik                                                                   | 3 000 meter hinder    | 9.44,74      | 36          | —                | —                | Gick inte vidare | Gick inte vidare |
| Katarzyna Zdziebło                                                             | 20 kilometer gång     | —            | —           | —                | —                | 1:27.31 0NR0     | 2                |
| Katarzyna Zdziebło                                                             | 35 kilometer gång     | —            | —           | —                | —                | 2:40.03 0PB0     | 2                |
| Olga Niedziałek                                                                | 35 kilometer gång     | —            | —           | —                | —                | 2:49.43 0PB0     | 11               |
| Martyna Kotwiła Marika Popowicz-Drapała Magdalena Stefanowicz Ewa Swoboda      | 4 × 100 meter stafett | 43,19 0SB0   | 11          | —                | —                | Gick inte vidare | Gick inte vidare |
| Iga Baumgart-Witan Kinga Gacka Małgorzata Hołub-Kowalik Justyna Święty-Ersetic | 4 × 400 meter stafett | 3.29,34      | 10          | —                | —                | Gick inte vidare | Gick inte vidare |

Teknikgrenar
| Idrottare        | Gren          | Kval    | Kval      | Final            | Final            |
| Idrottare        | Gren          | Distans | Placering | Distans          | Placering        |
| ---------------- | ------------- | ------- | --------- | ---------------- | ---------------- |
| Malwina Kopron   | Släggkastning | 70,50   | 15        | Gick inte vidare | Gick inte vidare |
| Maria Andrejczyk | Spjutkastning | 55,47   | 21        | Gick inte vidare | Gick inte vidare |

Mångkamp – Sjukamp
| Idrottare        | Gren     | 100 m häck | Höjd  | Kula       | 200 m      | Längd      | Spjut      | 800 m        | Totalt     | Placering |
| ---------------- | -------- | ---------- | ----- | ---------- | ---------- | ---------- | ---------- | ------------ | ---------- | --------- |
| Paulina Ligarska | Resultat | 14,19      | 1,77  | 14,08      | 24,65 0PB0 | 5,88       | 45,89      | 2.15,36      | 6 093      | 10        |
| Paulina Ligarska | Poäng    | 952        | 941   | 799        | 919        | 813        | 781        | 888          | 6 093      | 10        |
| Adrianna Sułek   | Resultat | 13,28      | 1,89  | 14,13 0PB0 | 23,77 0PB0 | 6,43 0=PB0 | 41,63 0SB0 | 2.07,18 0PB0 | 6 672 0NR0 | 4         |
| Adrianna Sułek   | Poäng    | 1 083      | 1 093 | 803        | 1 003      | 1 014      | 699        | 1 006        | 6 672 0NR0 | 4         |

### Mixat
| Idrottare                                                                                     | Gren                  | Försöksheat  | Försöksheat | Final        | Final |
| Idrottare                                                                                     | Gren                  | Result       | Rank        | Result       | Rank  |
| --------------------------------------------------------------------------------------------- | --------------------- | ------------ | ----------- | ------------ | ----- |
| Iga Baumgart-Witan* Kajetan Duszyński Natalia Kaczmarek Justyna Święty-Ersetic Karol Zalewski | 4 × 400 meter stafett | 3.13,70 0SB0 | 4 0Q0       | 3.12,31 0SB0 | 4     |

* – Indikerar att idrottaren endast deltog i försöksheatet och inte i finalen